# نیق (هوراند)
نیق (به ترکی آذربایجانی: نییه) یکی از روستاهای استان آذربایجان شرقی است که در دهستان دودانگه بخش مرکزی شهرستان هوراند واقع شده‌است.

## موقعیت جغرافیایی
این روستا در تقسیمات کشوری در استان آذربایجان شرقی  از 
توابع شهر هوراند قرار گرفته‌است. از شهر تبریز حدود ۱۷۰ کیلومتر فاصله دارد. پس از گذشتن از شهر اهر در سه راهی سامبران پس از دو شاخه شدن مسیر به طرف هوراند، حدود۱۰ کیلومتر مانده به هوراند در محلی به نام کافه عظیم آقا در سمت چپ راه آسفالته مسیر خاکی اختصاصی روستا شروع و تا خود روستا به طول تقریبی ۱۷ کیلومتر ادامه پیدا می‌کند. این روستا از شمال به روستاهای آوالان و گاوار، ازشمال شرق به روستای میدان، ازمشرق به روستاهای اینجار وبوزیلان، از جنوب شرق به روستای جابان، از جنوب به روستاهای خودی اوغلی و مرادلو، از جنوب غرب به روستاهای لروم و هوری درق و از مغرب به روستاهای محمدآباد و تازه کند محدود می‌گردد.